# Tovomita microcarpa
Tovomita microcarpa är en tvåhjärtbladig växtart som först beskrevs av Eduard Friedrich Poeppig och Endl., och fick sitt nu gällande namn av Walpers. Tovomita microcarpa ingår i släktet Tovomita och familjen Clusiaceae. Inga underarter finns listade i Catalogue of Life.